# Tianyulong
Tianyulong é um gênero de dinossauro ornitópode do Cretáceo inferior que tinha o corpo coberto por estruturas filamentosas, parecidas com plumas. Há uma única espécie descrita para o gênero Tianyulong confuciusi.